# Åsele landskommun
Åsele landskommun var en tidigare kommun i Västerbottens län. Kommunkod 1952–1958 var 2426.

## Administrativ historik
När 1862 års kommunreform genomfördes i Lappland 1874/1875 bildades Åsele landskommun i Åsele socken.  Den 5 juli 1901 inrättades Åsele municipalsamhälle inom kommunen.
Kommunreformen 1952 påverkade inte indelningarna i området, då varken Västerbottens eller Norrbottens län berördes av reformen.
Den 1 januari 1959 blev Åsele köping och landskommunen som helhet ombildades därmed till Åsele köping, samtidigt som municipalsamhället upplöstes. Åsele blev därmed den sista landskommunen i landet att uppnå status som köping.

### Kyrklig tillhörighet
I kyrkligt hänseende tillhörde kommunen Åsele församling.

## Kommunvapnet
Blasonering: I rött fält ett framåtvänt renhuvud och mellan dess horn blomman av en näckros (Nuphar Luteum), allt av guld.
Detta vapen fastställdes av Kungl. Maj:t 1955 och togs sedan över av köpingen 1959. Vapnet förs idag av den nuvarande Åsele kommun och ritades av konstnären Anna-Lisa Grundström.

## Geografi
Åsele landskommun omfattade den 1 januari 1952 en areal av 3 370,00 km², varav 3 185,75 km² land.

## Politik

### Mandatfördelning i valen 1938-1954
För valresultat efter 1954, se: Åsele köping.
| 16 | 4 | 8 | 2 |

| 26 |

| 15 | 5 | 7 | 3 |

| 28 |

|  | 15 | 5 | 7 | 2 |

| 26 |

| 17 | 4 | 8 |  |

| 26 |

| 18 | 3 | 7 | 2 |

| 27 |